# 13286 Адамшовін
13286 Адамшовін (1998 QK53, 1986 GO, 1987 SQ18, 13286 Adamchauvin) — астероїд головного поясу, відкритий 20 серпня 1998 року.
Тіссеранів параметр щодо Юпітера — 3,539.